# Zgodovina geografije
Zgodovína geografíje se pričenja v predantičnem obdobju. Vse do današnjega časa je bilo dogajanje na področju geografske vede pestro, a do 19. stoletja večinoma omejeno na odkrivanje in popisovanje neznanih ozemelj oziroma opisovanje pokrajin ter kartografijo.
Antični Grki so prvi sistematično razvili geografijo kot znanstveno vedo. Najvidnejši predstavniki so Tales iz Mileta, Herodot, Eratosten, Hiparh, Aristotel, Strabon in Klavdij Ptolemaj. Rimska kartografija novo osvojenih dežel je pridala številne nove tehnike.
V srednjem veku so arabski misleci, učenjaki, popotniki in raziskovalci, kot al-Idrizi, Ibn Batuta in Ibn Haldun nadgrajevali grško in rimsko znanje. S potovanji Marca Pola se je zanimanje za geografijo v Evropi povečalo. Še večjo potrebo po trdni teorijski podlagi pa so prinesla velika odkritja v 16. in 17. stoletju.
Beseda geografija izhaja iz grškega γεωγραφία – geographia, dobesedno »zemeljsko pisanje«, torej opis ali pisanje o Zemlji. Prvi, ki je uporabil besedo geographia, je bil Eratosten (276–194 pr. n. št.). Vendar pa obstajajo dokazi za prepoznavne geografske prakse, kot je kartografija (izdelava zemljevidov), pred uporabo izraza.
Najpreprostejše predstave o svojem širšem življenjskem prostoru v geografskem smislu so imele že najstarejše kulture. To znanje pa se je navezovalo zlasti na kulturne in trgovske stike z drugimi kulturami; zaradi lažjega potovanja po morju so bile geografsko bolj razvite pomorske kulture. V splošnem pa je prevladovalo prepričanje, da je Zemlja okrogla plošča, ki jo obdaja reka »Okeanos«. Sicer se to geografsko obdobje odlikuje po stremljenju h kritičnosti in nekaterih naprednih zamislih.

## Egipt in Babilonija
Znani svet starega Egipta je videl Nil kot središče in svet, ki temelji na "reki". Na vzhodu in zahodu so bile znane različne oaze in so veljale za kraje različnih bogov (npr. Siwa za Amona). Na jugu je ležalo Kraljestvo Kuš, znano do 4. katarakte. Dežela Punt je bila regija južno ob obali Rdečega morja. Različna azijska ljudstva so bila znana kot Retenu, Kanaan, Que, Harranu ali Khatti (Hetiti). V različnih obdobjih, zlasti v pozni bronasti dobi, so imeli Egipčani diplomatske in trgovinske odnose z Babilonijo in Elamom. Sredozemlje so imenovali "Velika zelena" in verjeli so, da je del svetovnega oceana. Evropa je bila neznana, čeprav je morda postala del egipčanskega svetovnega pogleda v feničanskih časih. Zahodno od Azije so ležala kraljestva Keftiu, morda Kreta in Mikene (za katere se domneva, da so del verige otokov, ki so Afriki pridružili Ciper, Kreto, Sicilijo in kasneje morda Sardinijo, Korziko in Balari).
Najstarejši znani zemljevidi sveta segajo v starodavni Babilon iz 9. stoletja pred našim štetjem. Najbolj znan babilonski zemljevid sveta pa je Imago Mundi iz leta 600 pred našim štetjem. Zemljevid, kot ga je rekonstruiral Eckhard Unger, prikazuje Babilon ob Evfratu, obdan s krožno kopensko maso, ki prikazuje Asirijo, Urartu in več mest, ki jih obkroža "grenka reka" (Oceanus), s sedmimi otoki, razporejenimi okoli njega, tako da da se oblikuje sedemkraka zvezda. Spremno besedilo omenja sedem zunanjih regij onstran oceana, ki obkroža. Ohranjeni so opisi petih od njih.
V nasprotju z Imago Mundi je na starejšem babilonskem zemljevidu sveta iz 9. stoletja pr. n. št. Babilon upodobljen kot severneje od središča sveta, čeprav ni gotovo, kaj naj bi to središče predstavljalo.
Predantično obdobje so najbolj zaznamovali Feničani, ki so s svojim ladjevjem prepluli celotno Sredozemlje, zraven tega pa obale Severnega in Baltskega morja ter Anglije; grški zgodovinar Herodot je trdil, da so dosegli tudi Gvinejski zaliv, kar pa je danes bolj ali manj nepriznano. Feničani so poleg tega morda prišli v gospodarski stik tudi z arabskimi, indijskimi in daljnovzhodnimi deželami.

## Antično obdobje
Za sodobno geografijo so izrednega pomena starogrški in starorimski zemljeslovni dosežki. Dela kažejo, da so Grki do 8. stoletja pred našim štetjem imeli precejšnje znanje o geografiji vzhodnega Sredozemlja. Grška civilizacija je znanost osnovala okoli 6. stoletja pr. n. š. s filozofi. Tales iz Mileta je trdil, da je Zemlja na vodi plavajoča plošča, njegov učenec Anaksimander pa je sestavil prvi znani zemljevid takrat znanega sveta. Sledil mu je Demokrit iz Abdere, katerega zemljevid je bil sploščen, to pa je bila lastnost večine zemljevidov vse do začetkov uporabe zemljepisne širine in dolžine v kartografiji. Prve omembe planeta Zemlje kot krogle pa prihajajo od Pitagore in Filolaja. V grški znanosti so bili pomembni tudi popotniki, ki so popisovali pokrajine v logografih; ti so bili naravnani opisno, ne pa v preučevanje opaženih pojavov. Med popotniki je najbolj znan Herodot iz Halikarnasa. Delo, ki je večinoma ohranjena še danes, je Herodotova Zgodovina (grško Ἱστορίαι historíai̯). Čeprav je predvsem zgodovinsko delo, knjiga vsebuje veliko geografskih opisov, ki pokrivajo velik del znanega sveta. Egipt, Skitija, Perzija in Mala Azija so vsi opisani, vključno z omembo Indije. Opis Afrike kot celote je sporen,[10] pri čemer Herodot opisuje deželo, obdano z morjem. Poleg tega je omenjal tudi izvire Nila. Aristotel je v delu Meteorologika zapisal nekatere razprave o težnosti, geocentričnem sistemu, Zemljinem obsegu, temperaturnih pasovih, obljudenosti ter živalstvu in rastlinstvu sveta. Opozoril je, da je zemeljska senca med luninim mrkom ukrivljena iz katerega koli kota (blizu obzorja ali visoko na nebu) in da se zvezde povečujejo v višino, ko se premikamo proti severu. Evdoks iz Knida je uporabil zamisel o krogli, da bi pojasnil, kako je sonce ustvarilo različna podnebna območja glede na zemljepisno širino.

### Helenistično obdobje
V 4. stoletju pred našim štetjem je grški raziskovalec Pitej potoval po severovzhodni Evropi in obkrožil Britansko otočje. Ugotovil je, da je regija precej bolj primerna za bivanje, kot je teorija pričakovala, vendar so njegova odkritja zaradi tega v veliki meri zavrnili njegovi sodobniki. Osvajalci so izvajali tudi raziskovanja, na primer Cezarjeve invazije na Britanijo in Nemčijo, odprave/invazije, ki jih je Avgust poslal v Arabijo Felix in Etiopijo (Res Gestae 26) in morda največji starogrški raziskovalec Aleksander Veliki, ki je odšel tudi zato, da bi s svojimi vojaškimi odpravami izvedel več o vzhodu in tako s svojo vojsko vzel veliko število geografov in piscev, ki so beležili svoja opazovanja, ko so se premikali proti vzhodu.
Doba Aleksandra Velikega je prispevala geografska znanja zaradi širjenja imperija na vzhod. Vojskovodja je na svoje dolge pohode jemal tudi zgodovinarje, ki so pisali o smereh pohodov in o zavzetih novih pokrajinah na Bližnjem in Srednjem vzhodu. Njegovi merilci (bematisti) so merili tudi razdalje, ki jih je napravila vojska. Iz istega časa pa izvirajo tudi poročila, ki govorijo o zahodnem svetu: Veliki Britaniji, obalah Severnega in Baltskega morja ter deželi Thule, za katero danes domnevajo, da je Islandija.
Eden izmed najstarejših matematičnih geografov je aleksandrijski knjižničar Eratosten, ki je meril naklone Sončevih žarkov ob poldnevih na različnih krajih ter s tem skoraj popolnoma natančno izračunal obseg Zemlje. Na področju kartografije je Hiparh zavzel stališče, da je moč kakovostne zemljevide sestaviti le na podlagi poznanih točk z zemljepisnimi širinami in dolžinami, a takrat še ni bilo mogoče udejanjiti takšnega nazora.

### Rimsko obdobje
Vzpon rimske civilizacije je prinesel nove poglede na prostorske vede. Njeni strokovnjaki so na geografijo gledali manj filozofsko, na drugi strani pa opravljali več meritev, in sicer posebno za vojaške namene. Za razvoj nadaljnje geografije je bil pomemben Posidonij, ki je enako kot Eratosten izmeril obseg Zemlje, a je bil ta manjši od Eratostenovega ter posledično manj natančen, vendar zaradi avtorjeve vplivnosti bolj upoštevan v trenutnem in prihajajočih obdobjih. Prvo večje pisno zemljeslovno delo je Strabonova Geografija, ki jo je sestavljalo 17 knjig. Ohranila se je skorajda celotna, opisuje pa Rimsko cesarstvo ter okolico, pa tudi Indijo, Cejlon, Arabski polotok in Daljni vzhod. Kot matematični geograf se je ravno tako proslavil Marin iz Tira, ki ga sem in tja označijo za »očeta matematične geografije«. Njegovo znano delo je bila (neohranjena) geografska karta sveta, narejena na podlagi nekaterih znanih zemljepisnih širin, dolžine pa so bile ocenjene s pomočjo rimskih itinerarjev (potopisi z rimskimi cestami). Tudi ta zemljevid je bil sploščen, saj je upošteval Posidonijevo oceno poldnevniškega loka.
Najbolj znan geograf Antike pa je Ptolemaj, katerega dediščino so dobili Arabci. Njegovo najbolj znano delo je Geografike hifegezis, obsežen komentar njegovega zemljevida sveta v 8 knjigah. Priložen neohranjeni zemljevid je po predvidevanjih prikazoval ves tedanji svet od Shetlandskih in Kanarskih otokov do izvira Nila in Kaspijskega jezera ter Kitajske. Netočen je zlasti z oddaljevanjem od Sredozemlja. Zaradi vnovične sploščenosti zemljevida so se kasneje, pred časom velikih odkritij pojavili nazori, da je azijsko celino moč zlahka doseči neposredno s plutjem preko Atlantskega oceana na zahod. Ptolemajevi dobi sledi zaton geografskega razvoja, med drugim se je namreč spet uveljavila zamisel o ravni Zemlji. Rimska kartografija pa se odlikuje po svojih itinerarjih, ki so shematsko in nenatančno, a podrobno prikazovali rimske ceste in njih postaje. Znan itinerar je Tabula Peutingeriana, ki med drugim prikazuje tudi rimske ceste na današnjem slovenskem ozemlju.

## Kitajska
Na Kitajskem najstarejša znana geografska kitajska pisava sega v 5. stoletje pred našim štetjem, v začetku obdobja Vojskujočih se držav (481 pr. n. št. – 221 pr. n. št.). To delo je bilo poglavje Yu Gong ("Poklon Yu") v Shu Jingu ali Knjigi dokumentov, ki opisuje tradicionalnih devet provinc starodavne Kitajske, njihove vrste zemlje, njihove značilne proizvode in gospodarske dobrine, njihove pritoke, njihove obrti in poklice, njihove državne prihodke in kmetijski sistemi ter različne reke in jezera, ki so ustrezno našteti in uvrščeni. Devet provinc v času tega geografskega dela je bilo razmeroma majhnih v primerjavi s tistimi sodobne Kitajske, opisi v knjigi pa so se nanašali na območja Rumene reke, spodnjih dolin reke Jangce in ravnice med njimi ter polotokom Šandong in na zahodu najbolj severni deli rek Wei in Han skupaj z južnimi deli sodobne province Šanši.
V tej starodavni geografski razpravi, ki je močno vplivala na poznejše kitajske geografe in kartografe, so Kitajci uporabili mitološki lik Yuja Velikega za opis znane zemlje (Kitajcev). Razen videza Yuja pa je bilo delo brez magije, fantazije, kitajske folklore ali legend.[23] Čeprav je bila kitajska geografska pisava v času Herodota in Strabona manj kakovostna in je vsebovala manj sistematičnega pristopa, se je to spremenilo od 3. stoletja naprej, saj so kitajske metode dokumentiranja geografije postale bolj zapletene od tistih, ki jih najdemo v Evropi, stanje stvari. ki bo vztrajala do 13. stoletja.
Najzgodnejši ohranjeni zemljevidi, najdeni na arheoloških najdiščih Kitajske, segajo v 4. stoletje pred našim štetjem in so bili izdelani v starodavni državi Čin. Najzgodnejše znano sklicevanje na uporabo geometrijske mreže in matematično stopnjevanega merila na zemljevidu je bilo v spisih kartografa [Pei Xiu|Peija Xiuja]] (224–271 pr. n. št.). Od 1. stoletja našega štetja dalje so uradna kitajska zgodovinska besedila vsebovala geografski odsek, ki je bil pogosto ogromna zbirka sprememb krajevnih imen in lokalnih upravnih delitev, ki jih je nadzorovala vladajoča dinastija, opisov gorskih verig, rečnih sistemov, obdavčljivih proizvodov itd. Starodavni kitajski zgodovinar Ban Gu (32–92) je najverjetneje začel trend časopisa na Kitajskem, ki je postal izrazit v obdobju severne in južne dinastije ter dinastije Sui. Lokalni časopisi bi vsebovali obilico geografskih informacij, čeprav kartografski vidiki niso bili tako visoko profesionalni kot zemljevidi, ki so jih ustvarili profesionalni kartografi.
Od 5. stoletja pred našim štetjem naprej je kitajsko geografsko pisanje zagotavljalo konkretnejše informacije in manj legendarne elemente. Ta primer je mogoče videti v 4. poglavju Huainanzi (Knjiga mojstra Huainana), ki je bila sestavljena pod uredništvom princa Liu Ana leta 139 pred našim štetjem v času [[dinastija Han|dinastije Han]g (202 pr. n. št. – 202 n. št.). Poglavje je podalo splošne opise topografije na sistematičen način, z vizualnimi pripomočki z uporabo zemljevidov (di tu) zaradi prizadevanj Liu Ana in njegovega sodelavca Zuo Wuja. V Chang Chujevi Hua Yang Guo Chi (Zgodovinska geografija Sečuana) iz leta 347 niso bile opisane le reke, trgovske poti in različna plemena, ampak je pisalo tudi o 'Ba Jun Tu Jing' ('Zemljevid Sečuana'), ki je bila narejena veliko prej, leta 150. Shui Jing (Klasične vodne poti) je bil anonimno napisan v 3. stoletju v obdobju Treh kraljestev (pogosto ga pripisujejo Guo Puju) in je opisal približno 137 rek, najdenih po vsej Kitajski. V 6. stoletju je geograf Li Daoyuan knjigo razširili na štiridesetkrat večjo prvotno velikost, dali so mu nov naslov Shui Jing Zhu (Klasični komentar vodnih poti).
V poznejših obdobjih dinastije Song (960–1279) in dinastije Ming (1368–1644) so bili precej bolj sistematični in strokovni pristopi k geografski literaturi. Pesnik, učenjak in vladni uradnik iz dinastije Song Fan Chengda (1126–1193) je napisal geografsko razpravo, znano kot Gui Hai Yu Heng Chi. Osredotočil se je predvsem na topografijo zemlje, skupaj s kmetijskimi, gospodarskimi in komercialnimi proizvodi vsake regije v južnih provincah Kitajske. Kitajski polihistor Shen Kuo (1031–1095) je veliko svojega pisnega dela posvetil geografiji, pa tudi hipotezi o nastanku kopnega (geomorfologija) zaradi dokazov o morskih fosilih, najdenih daleč v notranjosti, skupaj z bambusovimi fosili, najdenimi pod zemljo. v regiji daleč od mesta, kjer je bil bambus primeren za gojenje. Geograf iz dinastije Juan Na-xin iz 14. stoletja je v svoji knjigi He Shuo Fang Gu Ji napisal razpravo o arheološki topografiji vseh regij severno od Rumene reke. Geograf iz dinastije Ming Xu Xiake (1587–1641) je potoval po provincah Kitajske (pogosto peš), da bi napisal svojo ogromno geografsko in topografsko razpravo, v kateri je dokumentiral različne podrobnosti svojih potovanj, kot so lokacije majhnih sotesk ali mineralnih ležišč, kot so kot sljudni skrilavci. Xujevo delo je bilo večinoma sistematično in je zagotavljalo natančne podrobnosti meritev, njegovo delo (kasneje ga je prevedel Ding Wenjiang) pa je bolj spominjalo na terenskega geodeta iz 20. stoletja kot na učenjaka iz zgodnjega 17. stoletja.
Kitajci so se ukvarjali tudi z dokumentiranjem geografskih informacij tujih regij daleč zunaj Kitajske. Čeprav so Kitajci pisali o civilizacijah Bližnjega vzhoda, Indije in Srednje Azije že od popotnika Zhang Qiana (2. stoletje pr. n. št.), so poznejši Kitajci zagotovili bolj konkretne in veljavne informacije o topografiji in geografskih vidikih tujih regij. Kitajski diplomat Wang Xuance iz [[dinastija Tang|dinastije Tang]g (618–907) je v 7. stoletju potoval v Magadho (sodobna severovzhodna Indija). Nato je napisal knjigo Zhang Tian-zhu Guo Tu (Ilustrirani opisi osrednje Indije), ki je vključevala obilico geografskih informacij. Kitajski geografi, kot je Jia Dan (730–805), so napisali natančne opise krajev daleč v tujini. V svojem delu, napisanem med letoma 785 in 805, je opisal morsko pot, ki sega v ustje Perzijskega zaliva in da so srednjeveški Iranci (ki jih je imenoval ljudstvo države Luo-He-Yi, tj. Perzije) postavili »okrasne stebrev v morju, ki so služili kot svetilniki za ladje, ki bi lahko zašle na stran«. Jiajeva poročila o svetilnikih v Perzijskem zalivu, so arabski pisci potrdili stoletje za Jiajem in pisali o istih strukturah; pisca, kot sta Al-Masudi in Al-Mukadasi. Kasnejši veleposlanik dinastije Song Xu Jing je napisal svoje poročilo o potovanju in potovanju po Koreji napisal v svojem delu iz leta 1124, Xuan-He Feng Shi Gao Li Tu Jing (Ilustrirani zapis veleposlaništva v Koreji v obdobju vladavine Xuan-He). Geografija srednjeveške Kambodže (Kmersko cesarstvo) je bila dokumentirana v knjigi Zhen-La Feng Tu Ji iz leta 1297, ki jo je napisal Zhou Daguan. 

## Srednji vek
Srednjeveški svet si je za svoje geografsko raziskovanje vzel le malo osnov iz starega veka, saj je na splošno prišlo do velikega zatona te znanosti. Splošno prepričanje je Zemljo označevalo za ravno ploščo, siceršnje raziskovanje, opisovanje in kartografijo pa so krojile mnoge legende. Negativen vpliv je imelo zgodnje krščanstvo, ki se je opiralo na Sveto pismo. Zanimiva pa so nekatera poročila, ki govorijo o deželi Thule ter selitvah Normanov in Vikingov, slednji naj bi namreč pluli na drugo stran Grenlandije v Vinland, za katerega se danes predpostavlja, da je severni del Severne Amerike.
V tej dobi je bila mnogo bolj razvita cvetoča arabska civilizacija. Temu je botrovalo dejstvo, da se je razširila preko celotne Severne Afrike, Arabije in Palestine, kar je prineslo potrebe po dobrem poznavanju nadzorovanega ozemlja, zraven tega pa tudi kup antične dediščine. Pospešen razvoj zemljepisa se je začel pod kalifom Al Mamunom med letoma 813 in 833, v tem obdobju je bila namreč prevedena množica antičnih del, opravljena so bila merjenja ozemlja kalifata in astronomska preučevanja. V tem času je bil vodilni zemljeslovec Al-Hvarizmi.
Zatem se je središče geografije preselilo v Perzijo, v kateri je med drugim nastal zemljevid zemeljskih pasov. 12. in 13. stoletje pa je prineslo vzpon vede na območju Magreba in Španije, med drugim domovanja al-Idrizija. Ta je naredil karto in zraven nje še 70 podrobnih zemljevidov, za podlago pa si je vzel Ptolemajevo delo in poročila popotnikov. Eden izmed njih je bil Ibn Batuta, ki je popisal Bližnji in Srednji vzhod, Indijo in Malajo, Vzhodno Afriko in Srednjo Azijo.
Evropska geografija tega časa je doživljala počasen razvoj skozi pohode Normanov in križarjev ter stike z Arabci in Mongoli. V tisto smer, do gorovja Karakorum, je po naročilu papeža potoval Piano Carpini leta 1245 in za njim še frančiškan Rubruk leta 1253. Najznamenitejše delo pa je objavil Marco Polo, ki je z družino okoli leta 1271 odšel na Kitajsko ter se tam zadržal 24 let. Tam je dobil priložnost, da spozna celotno območje Daljnega vzhoda, kar je bilo osnova za njegova poročila, ki jih je napisal v genovskem ujetništvu. Za njim so se potovanja v Azijo še nadaljevala. Že iz tega časa je priznana tudi ruska geografija, ki so jo takrat predstavljala v glavnem poročila trgovcev (hodženija) in popotnikov o Aziji, Indiji in Perziji. Podroben opis tamkajšnjih pokrajin je objavil avstrijsko-slovenski diplomat in geograf Žiga Herberstein v delu Rerum moscoviticarum commentarii leta 1549.
Kartografija srednjega veka je bila nerazvita, saj so večino predstavljali nenatančni, sila preprosti in z namišljenimi predmeti napolnjeni zemljevidi, imenovani meniške karte. Od tega pa so izstopali pomorski zemljevidi ali portolanski zemljevidi. Bili so pomorski itinerarji z morskimi potmi, oblikami obal in morskih obalnih pasov. Glede na dejstvo, da so bili ustvarjeni brez pomoči kompasa (v uporabo je prišel šele v 12. stoletju), so bili natančni. 14. stoletje pa je začelo kartografsko renesanso, ki se je naslonila na Ptolemaja ter poročila popotnikov.

## Velika odkritja
Velika odkritja označujejo čas od zgodnjega 15. stoletja do 17. stoletja, ko so zaradi razplamtevajočega kapitalizma evropske sile dobile zagon po navezovanju novih trgovskih stikov. V 15. stoletju je pri tem prednjačila Portugalska, saj je bila s svojo lego najbolj odmaknjena od evropskih in sredozemskih trgovskih poti, ki so bile v stiku z Levantom. To trgovino pa je ogrozila tudi rast arabske kulture. Vrh tega je v evropskem krščanskem svetu obstajala legenda, ki je pripovedovala o daljnjevzhodnem krščanskem duhovniku Ivanu in njegovem kraljestvu. S tem se je začela epohalna doba, ki je razširila takratni znani svet na skoraj celoten planet.

### Zgodovina odkritij
Nekateri portugalski pomorščaki, ki jih je podpiral princ Henrik Pomorščak (ki kljub vzdevku sam ni raziskoval), so pričeli iskati morsko pot v Azijo in v teh prizadevanjih leta 1415 naselili Kanarske otoke, leta 1431 prišli do Azorov, leta 1433 dosegli rt Bojador in leta 1444 Zeleni rt ter zatem odkrili Zelenortske otoke. Med letoma 1480 in 1490 so dosegli ustje Konga, Bartolomeu Dias pa je obplul Rt dobrega upanja. Uspehe je kronal Vasco da Gama, dosegajoč Kalkuto v Indiji 20. maja 1498. Njihova raziskovanja so se v prihodnosti nadaljevala dalje na vzhod, zaradi česar so napredovali do Sumatre, Jave in Filipinov ter južne Kitajske, v Pekingu so 1520. leta odprli tudi svoje predstavništvo. Leta 1542 je bila odkrita Japonska, Magellan, ki je v te kraje na svoji poti okoli sveta priplul od južnoameriškega rta Horn, pa je naletel še na Marijansko otočje in del Filipinov.
Krištof Kolumb, sicer doma iz Genove, se je s španskim dvorom pogodil, da finančno podpre pomorsko odpravo, ki naj bi poiskala zahodno pot v Indijo. Ob tem se je zgodilo odkritje, ki je močno zaznamovalo vso nadaljnjo zgodovino in sedanjost, naletel je na ameriško celino. 11. oktobra 1492 je dosegel Bahamsko otočje, kasneje pa še Hispaniolo in Kubo. Njegovo drugo potovanje v letih 1498–1500 je prineslo odkritje otoka Trinidad in ustja reke Orinoko, tretja pot 1502–1503 pa ga je končno vodila do celine, in sicer v današnjem Hondurasu. Kolumb je bil do smrti prepričan, da je v svojih odpravah odkril Indijo. Sledila so raziskovanja Johna Cabota v angleški odpravi, ki je popisala obalo Severne Amerike med Novo Fundlandijo in Labradorjem (1497–1498). Španski konkvistador Juan Ponce de León je našel Florido leta 1513, Giovanni de Varrazano pa je potoval po preostalih delih vzhodne obale današnjih ZDA. Notranjost Severne Amerike v porečju reke svetega Lovrenca je med letoma 1533 in 1543 popisal Jacques Cartier, Španec Pedro de Alvarado je raziskal območje od vzhodne obale do Missourija, Francisco de Coronado pa velik del Skalnega gorovja v letih 1539–1543.
Odkrivanje obal Južne Amerike sta zaznamovala Amerigo Vespucci v portugalski odpravi, ki je leta 1501 prišla do 34° južne zemljepisne širine, pomemben je bil tudi Juan de la Cosa. Prvi znani Evropejec, ki je po kopnem dosegel Tihi ocean, pa je bil Vasco Núñez de Balboa. Hernando Cortes, prav tako konkvistador, je 1519. leta zavzel Mehiko, Francisco Pizarro pa leta 1532 Inkovski imperij. Čile so bile priključene Španiji leta 1540. Konkvistador Francisco de Orellana je raziskal notranjost kontinenta, potoval je namreč po dolini Amazonke do njenega izliva v Atlantik. Vzhodne obale Južne Amerike je raziskoval tudi John Cabot, Ferdinand Magellan pa je leta 1520 obplul celino in nadaljeval v smeri zahoda ter tako obplul svet.
Ta doba je prinesla velik napredek tudi v raziskovanju Azije. Pri tem so imeli pomembno vlogo Rusi in med njimi fevdalna družina Stroganovih, ki je vzdrževala trgovske stike z območji preko Urala. Njeno moč je zagotavljala zasebna vojska ter najeti donski kozaki, ki so zaradi vpadov zauralskih ljudstev prevzeli nadzor nad zahodno Sibirijo med letoma 1581 in 1584. Kozaki so zatem nadaljevali osvajanja do Jeniseja in Lene v 17. stoletju, zatem pa vse do Ohotskega morja, ki so ga dosegli leta 1619. Kozaški raziskovalec Semën Dežnev je nato potoval do konca Čukotskega polotoka in pri tem naletel na Beringov preliv, Vladimir Vasiljevič Atlasov pa nekoliko kasneje (1697–1699) na Kamčatko. Zaradi sporov s Kitajci pri raziskovanju porečja Amurja je v Peking leta 1675 odpotoval Nikolaj Spafari in napravil podroben opis svoje poti ter Kitajske. Ruski raziskovalci so zaradi iskanja kopne poti v Indijo zašli tudi v Srednjo Azijo, Buharo in Samarkand. Velika odkritja so prinesla še raziskave Severnega ledenega oceana, s katerimi so začeli že Angleži (med drugimi John Cabot) in Nizozemci v 16. stoletju, iščoč neposreden pomorski stik z Rusi. Tako so prvi izmed teh naleteli na polotok Kolo in Novo deželo, Nizozemec Willem Barents pa na Spitsberge in večji del Nove zemlje med letoma 1594 in 1596. Peter Veliki je danskega pomorščaka Vitusa Beringa poslal raziskovati obale evrazijske celine, pri čemer je ta odkril Ohotsko morje in Aleute ter Komandantove otoke leta 1741. Ruske odprave pa so na pobudo geografa Mihaila Lomonosova odšle tudi v uralsko-kaspijske predele Azije.
»Severovzhodni prehod«, kot je bila poimenovana še neodkrita pomorska severna pot iz Evrope v Azijo, so iskali angleški raziskovalci v bližini Kanade. Martin Frobisher je opisal obale Grenlandije (1576–1578), John Davis je jadral skozi Davisov preliv (1585–1587), Henry Hudson pa je plul vzdolž vzhodne Grenlandije, otoka Jan Mayen in v Hudsonov zaliv. William Baffin je popisoval svet okoli severnoameriškega arhipelaga v letih 1615 in 1616, pri čemer je ugotovil močne motnje magnetne igle kompasa.
V dobi velikih odkritij tudi južna polobla ni ostala popolnoma neraziskana. V 16. in 17. stoletju je prevladovalo prepričanje, da se nekje v zmernem pasu južne poloble nahaja večji kontinent, Terra Australis (latinsko Južna zemlja). Sorodne zamisli je zaslediti že pri Ptolamaju, njegovo prepričanje pa so utrdili raziskovalci, ki so pri plutju v tamkajšnjih vodah videli pacifiške otoke in avstralsko obalo ter Ognjeno zemljo in Novo Gvinejo. Leta 1642 se je na iskanje napotil Nizozemec Abel Tasman, ki je na poti od Mavricija na vzhod naletel na Tasmanijo ter zatem na Novo Zelandijo. William Dampier je v letih 1697–1701 dokazal, da je Nova Gvineja otok, čeprav je bilo odkritje preliva med njo in Avstralijo zasluga Portugalca Luiza de Torresa, ki je tod mimo, skozi Torresov preliv, plul leta 1606. Enigmo je pojasnil navigator James Cook, ki je 20. aprila 1770 priplul do jugovzhodne obale Avstralije ter nadaljeval pot na sever ob njeni obali. V svojih treh zaporednih potovanjih med letoma 1772 in 1780, ko je razmeroma temeljito preiskal Pacifik, predvsem njegov južni del, je dokazal, da je Nova Zelandija le otočje.
Kolonizacija Kanade je v veliki meri zasluga Samuela de Champlaina, ki je ustanovil francosko kolonijo ob reki Sv. Lovrenca, Kanadčan Louis Jolliet in francoski jezuitski misijonar Jacques Marquette pa sta potovala do Michiganskega jezera, zatem pa ob Misisipiju do njegovega sotočja z reko Ohio. Dokončno pa je porečje Misisipija raziskal v letih 1678–1682 Robert de la Salle, ustanovitelj francoske kolonije Louisiana.
Izmed vseh celin je v obdobju velikih odkritij najbolj neraziskana ostala Afrika. Portugalci so sicer že leta 1520 zasedli Abesinijo, 1541. leta pa Suez, a notranjost Afrike je ostala nekartirana vse do 18. in 19. stoletja, ko je po njej posegel evropski imperializem.

### Kartografija v času velikih odkritij
Ena glavnih pridobitev te dobe je dokončen zaton zamisli o Zemlji kot ravnini okrogle oblike v 15. stoletju. V kasnejših desetletjih, zlasti pa v 16. stoletju, so se začela močna stremljenja po čim bolj matematično natančni kartografiji in merjenju Zemlje. Zemljepisno širino je bilo namreč že moč izmeriti s pomočjo astronomskih efemerid. Prav tako je bila merjena zemljepisna dolžina, a na začetku površno s pomočjo mrkov Jupitrovih satelitov ter daljnogleda, šele z izumom kronometra Johna Harrisona leta 1735 pa tudi natančno. V začetku 17. stoletja je prišlo tudi do zamisli o triangulacijskem merjenju, a je to prešlo v praktično uporabo šele v naslednjem stoletju.
Velik del razvoja so prispevali nemški kartografi tistega časa. Po zapiskih Ameriga Vespuccija je Martin Waldseemüller osnoval zemljevid Amerike. Poleg njega sta znana še Peter Appian in Martin Behaim, slednji je najverjetneje avtor prvega globusa. 18. stoletje pa je v tem pogledu zaznamoval Nemec Johann Baptist Homann, ki je izdelal niz svetovnih zemljevidov in na njih uporabljal senčenje za prikaz reliefa. V zgodovino kartografije so se takrat vpisali tudi Nizozemci z Gerardusom Mercatorjem, ki je naredil široko uporabljano Mercatorjevo kartografsko projekcijo in zemljevid Evrope v šestih listih, pa tudi dva atlasa; ter z Abrahamom Orteliusom, avtorjem 87 različnih zemljevidov. Za Slovence je zanimiva italijanska kartografija, ki je upodabljala slovenske kraje. Iz srede 16. stoletja pa je ohranjen še ruski zemljevid, prikazujoč Moskovsko državo. Francozi so se proslavili z Nicolasom Sansonom, ki je leta 1667 napravil atlas. Na svojih zemljevidih so odpravili kup nepravilnosti srednjeveške kartografije, opustili so perspektivistično metodo in uvedli črtkanje ter izohipse, slednje v 18. stoletju. Prvi topografski zemljevid je izšel tik pred francosko revolucijo leta 1784. Predstavljala je Francijo v merilu 1:86.400. Nekaj let kasneje se je pojavil tudi topografski zemljevid Anglije. Zemljevidi tega časa so bili že zelo natančni na območjih domačega sveta, a precej bolj popačeni pri prikazu oddaljenih ozemelj.

### Razvoj geografske vede
Kljub hitremu napredku v spoznavanju sveta je razvoj same geografske vede potekal razmeroma počasi. Ta je bila namreč še vedno bolj ali manj omejena na matematično geografijo, pisanje potopisov in opisov pokrajin ter izdelavo zemljevidov. Številna popotovanja pa so pripomogla mnogo k spoznavanju množice naravnih pojavov, kot je vreme, morski tokovi in vetrovi. Edmond Halley je tako izdelal zemljevid magnetnih motenj in vetrov ter postavil teorijo o pasatnih vetrovih. Stekla so tudi prva geološka raziskovanja, katerih osrednja osebnost je Danec Nicolas Steno, nastala je teorija plimovanja, ki jo je razvil Isaac Newton, izboljšan je bil termometer, Nikolaj Kopernik in Johannes Kepler pa sta prišla do več pomembnih astronomskih odkritij. Večino geografskih del 16. in 17. stoletja so predstavljale kozmografije, tj. matematično-geografski opisi ali deskriptivni popisi prostora.
Od tega pa je s svojim delom in predstavami odstopal Nizozemec Bernhardus Varenius, ki je napisal znano delo Geographia generalis. Slednja obravnava splošno geografijo, sicer pa je bil avtor mnenja, da bi se ta veda morala deliti na splošno in specialno (regionalno). Knjiga obravnava položaj in razsežnosti Zemlje, razporeditev kopnega in morja ter ozračje, vodovje in gorovja. Opisuje še zemljepisno širino in dolžino ter klimatske pasove. Preden je napisal knjigo o regionalni geografiji, je umrl.
Prav tako je imel moderne poglede na geografsko znanost ruski strokovnjak Mihail Vasiljevič Lomonosov, ki je bil na prvem mestu narovoslovec. Njegova dela se odlikujejo po dejstvu, da ne le popisujejo pojavov, temveč jih tudi razlagajo oziroma preučujejo. Tako je govora o sedimentih, podnebju, meteoroloških pojavih in drugem. Lomonosov je dal tudi mnoge pobude za ruske raziskovalne odprave po Aziji ter se dotikal tudi ekonomske geografije, tako problemov kmetijstva kot demografskih vprašanj in nekaterih drugih področij.

## Sodobna geografija 19. in 20. stoletja
19. stoletje je geografiji prineslo razcvet novih zamisli ter drugačnih pogledov na samo znanost. Ker je bila razkrita že večina sveta, so se geografi začeli nagibati k analizi in razlagi množice nakopičenih podatkov, z raziskovalnega vidika pa so se odvijale zlasti odprave v notranjosti celin.

### Sodobna zgodovina odkritij
Ker so velika odkritja 15., 16. in 17. stoletja na svetovnih zemljevidih kazala večinoma le obrise celin, je prišlo do različnih interesov po vpogledu v notranjost, pri čemer so prednjačili gospodarski in politični interesi imperialističnih evropskih držav. Tudi v ta namen so se osnovala geografska društva, prvo med njimi je bilo Société de Géographie (1821), sledilo pa mu je angleško Royal Geographical Society leta 1831. Rusko Geografičeskoje obščestvo je bilo ustanovljeno leta 1845.
Izmed vseh celin je bila najmanj poznana Afrika, kar je dalo povod mnogim odpravam. James Bruce je leta 1770 potoval do izvirov Modrega Nila, Mungo Park je prodrl do Gambije in porečja Nigra 1795–1805, leta 1818 so bili popisani izviri rek Senegal in Gambija, Hugh Clapperton, Dixon Denham in Walter Oudney so dosegli Čadsko kotlino leta 1822, Clapperton pa je vkup z Richardom Landerjem raziskal še veletok Niger leta 1825. Leta 1850 je Nemec Heinrich Barth prvi prečkal Saharo. Leta 1855 so se raziskovalci lotili Vzhodne Afrike, tako sta raziskovalca Richard Francis Burton in John Hanning Speke od Zanzibarja prodrla do Viktorijinega in Tanganjiškega jezera, Samuel Baker pa je našel Albertovo jezero. Pri raziskovanju Afrike je največjo vlogo odigral David Livingstone, ki je organiziral več potovanj v notranjost afriške celine ter tam od malarije tudi umrl. Prvo potovanje leta 1849 ga je vodilo v Kalahari, drugo potovanje 1852 preko Zambezija do Katange in Angole, nato pa do zahodne obale. Umrl je na svoji tretji poti, na kateri je bil odločen, da bo do potankosti raziskal območje, a ga je pri raziskovanju Tanganjiškega in Njaškega jezera dotolkla malarija. Njegovo delo je nadaljeval velški Američan Henry Stanley, ki je raziskal vzhodnoafriško višavje in prodrl v kotlino Kongo (1874–1877). Drugi del ekvatorialne Afrike sta raziskovala Pierre de Brazza in Hermann Wissmann, Fernão Pinto pa Mozambik. V drugi polovici 19. stoletja si je afriška ozemlja podredilo več evropskih držav, zaradi česar je prišlo do sistematskega raziskovanja teh razkosanih ozemelj, ki so jih opravljali državni raziskovalci.
V azijski regiji je bila predmet raziskovanja kot prva gorata notranjost. S severa so tjakaj prodirali Rusi, z juga pa Angleži. Slednji so v tistem času opravili tudi dosledne geodetske meritve indijske podceline. V raziskovanju notranjosti so prodrli do tibetanske Lhase. Za razvoj ruske geografije je bila takrat pomembna gradnja transsibirske železnice in raziskave Tienšan (Tian Shan), Tibeta, Mongolije in severne Kitajske. Šved Sven Hedin se je podal v puščavo Gobi, na Kitajsko pa Nemec Ferdinand von Richthofen. Kropotkin je preučeval Vitimsko višavje, Vladimir Obručev pa severovzhodno Sibirijo. Navkljub temu pa raziskovanje visokogorske Azije ni končano niti danes, saj Rusi, Švicarji, Američani in drugi prirejajo redne raziskovalne ekspedicije v te predele sveta, tj. Pamir, Himalajo, Tienšan, idr.
Obale Avstralije sta dokončno raziskala George Bass in Matthew Flinders ob koncu 18. stoletja, ta čas pa je bila celina preimenovana iz Nove Holandije v Avstralijo. Edward Eyre je okoli leta 1839 popisal porečji rek Murray in Darling, Charles Sturt in Peter Warburton pa sta se v drugi polovici 19. stoletja podala v notranjost pustinje.
Razkrivanja zemelj Južne Amerike je v tem času izvajal Alexander von Humboldt, in sicer na območju Andov med letoma 1789 in 1804. Francoz Alcide d'Orbigny je na svojih potovanjih obiskal jug Brazilije, Urugvaj in sever Argentine, prišlo pa je tudi do bolj podrobnih preiskav porečja Amazonke in Patagonije, slednje je opravil Argentinec Francisco Moreno.
Na severnih območjih je bil dodobra raziskan Davisov preliv in Baffinov zaliv, John Ross pa je prišel do magnetnega severnega tečaja na poti med letoma 1829 in 1833. Znan je tudi John Franklin, ki je severna polarna območja raziskoval leta 1845, odprava Adolfa von Nordenskiölda pa je leta 1879 kot prva objadrala evrazijsko obalo. Avstrijski raziskovalci so prišli do Dežele Franca Jožefa 1871. leta. Poznejša raziskovanja so obdelovala obale Grenlandije, Norvežan Fridtjof Nansen pa je dosegel Novosibirske otoke ter Spitsberge in se povzpel do 86° severne zemljepisne širine. Raziskovalec Robert Peary je bil prvi človek, ki je obiskal severni tečaj, in sicer leta 1909. Sledilo mu je še več odprav, večinoma z letali. Med obema vojnama so največ znanja z odpravami pridobili Sovjeti.
Interes za južna morja je po raziskovanjih Cooka in odkritju Avstralije bolj ali manj zamrl, prebudil pa se je šele leta 1819, ko je nemški raziskovalec z rusko odpravo Fabian von Bellinghausen na svojem plutju okoli sveta odkril Antarktiko. Sledili so mu kapitan kitolovec John Balleny, admiral Jules d'Urville in Charles Wilkes. Leta 1842 je James Ross odkril del Viktorijine dežele na Antarktiki, Rossovo morje in Veliko ledeno bariero. Na sam južni pol sta se skoraj istočasno odpravili odpravi Roalda Amundsena in Angleža Roberta Falcona Scotta, prva pa je angleško odpravo prehitela skoraj za mesec dni in dosegla pol 14. decembra 1911 ter se varno vrnila v domovino, medtem ko je Scottova odprava končala svojo pot s smrtjo na Rossovi ledeni polici v težkih vremenskih razmerah. Raziskovanje Antarktike se je nadaljevalo med obema svetovnima vojnama z večinoma ameriškimi odpravami in dovršeno opremo, med drugim letali.
20. stoletje je zaznamovalo raziskovanje svetovnih oceanov: ladje Challenger, Tuscarora, Fram, Gaselle, Discovery, Meteor, Vitjaz, Discovery II, Smith, Ob idr. so preučevale podmorske reliefe, biologijo morij in druge značilnosti.